# Influenza suina
Influenza suina (in inglese swine influenza o swine flu) è il nome con cui ci si riferisce ai casi di influenza provocati da contagio di Orthomyxovirus nei suini ed in particolare l'influenza C e i sottotipi conosciuti come H1N1, H1N2, H2N1, H3N1, H3N2 ed H2N3 dell'influenza A. Il virus si trasmette difficilmente dal suino all'uomo. Quando questo avviene può subire una mutazione diventando specifico per l'uomo. I virus sono denominati Swine influenza virus (SIV).

## Eziologia
La distinzione non è basata sulla filogenesi. I ceppi SIV isolati finora sono stati classificati come Influenzavirus C o come uno dei numerosi sottotipi dell'Influenzavirus A.
Oggi si ritiene che l'influenza suina sia una malattia respiratoria dei maiali causata da un virus influenzale di tipo A. Questo tipo di influenza colpisce con una certa regolarità i maiali. Normalmente gli esseri umani non vengono colpiti da questo virus anche se sono stati documentati casi di contagio (sono stati osservati 12 casi negli Stati Uniti nel periodo che va da dicembre 2005 a febbraio 2009, generalmente tra quelle persone che sono state a contatto con i suini).
A partire dal marzo del 2009 un virus di questo tipo (si veda Pandemia influenzale del 2009-2010 ) ha contagiato degli esseri umani ed è stata dimostrata inoltre la diffusione da essere umano a essere umano. Il contagio ha avuto origine inizialmente in Messico, estendendosi in breve tempo a più di 80 Paesi.
Secondo i ricercatori dell'Università di Pittsburgh il virus comparve per la prima volta nel 1918. Nel corso degli anni si sono avvicendati periodi di diffusione ad altri di recessione temporanea; dal 1977 il virus accompagna l'influenza stagionale.

## Epidemia di influenza suina negli Stati Uniti del 1976
Nel 1976, un focolaio di influenza suina, il virus dell'influenza A sottotipo H1N1 a Fort Dix, nel New Jersey, causò una morte, ne ricoverò 13 e portò a un programma di immunizzazione di massa.  Il programma di immunizzazione è stato terminato dopo che circa il 25% della popolazione degli Stati Uniti aveva ricevuto il vaccino.
Nel gennaio 1976, diversi soldati a Fort Dix si lamentarono di una malattia respiratoria diagnosticata come influenza. Il mese successivo, il soldato semplice David Lewis, che aveva i sintomi, partecipò a una marcia forzata di cinque miglia, collassò e morì. Il Dipartimento della Salute del New Jersey testò i campioni dei soldati di Fort Dix. Mentre la maggior parte dei campioni era del più comune ceppo influenzale A Victoria, due non lo erano. I campioni atipici furono inviati ai Centers for Disease Control di Atlanta , Georgia, che hanno trovato prove di influenza suina A correlata alla pandemia influenzale del 1918 , che uccise da 50 a 100 milioni di persone in tutto il mondo.
Nel dicembre 1976, furono segnalati casi di sindrome di Guillain-Barré (GBS) che colpirono pazienti vaccinati in 10 stati, tra cui Minnesota, Maryland ed Alabama.